# David Busst
David Busst, född 30 juni 1967 i Birmingham i England, är en före detta engelsk fotbollsspelare.

## Skadan
David Busst råkade ut för en hemsk skada som förstörde hans karriär. Skadan sägs vara den värsta inom fotbollsvärlden.
Det var den 8 april 1996, då han spelade för Coventry, som mötte Manchester United. 2 minuter in i matchen kolliderade Busst med de två Unitedspelarna Denis Irwin och Brian McClair, vilket orsakade en brytning av både tibia och fibula-benen, i hans vänstra ben. Det var inte benbrottet som avslutade hans karriär, utan infektionerna som följde. Tillståndet var så kritiskt för Busst att han nästan var tvungen att amputera benet, när han låg på sjukhuset. 
Peter Schmeichel, Uniteds målvakt som såg skadan, ska ha kräkts på planen och behövt gå i terapi, tillsammans med några till spelare eftersom de såg den hemska skadan.